# الحامرية
الحامرية قرية من قرى الهمزان من شمر  تقع في وادي الحامرية المتفرع من أبو رضمة على طريق روضة رمان 60 كم جنوب مدينة حائل ، وهي تمتد من قرية قليب ذياب وحتى هجرة شباب الشريطي وبها عدد من الجبال المشهورة مثل سابل والشعيرة والمسمى وسمراء الحامرية وحمراء الحامرية، والمركز، وتوجد بها بعض الخدمات الأولية، وهي قابلة للتوسع مستقبلا، والمشكلة التي تواجهها هي فقط نقص المياه، ويمكن مواجهتها عن طريق السدود، وجلب المياه العذبة عن طريق مشروع حكومي، وكذلك الحد من نزف الهجرة الداخلية.
ومعرف القرية حاليا هو مساعد بن ذعار بن فراج بن دغيمان الهمزاني بعد والده.